# 硫黄レダクターゼ
硫黄レダクターゼ(sulfur reductase)は、次の化学反応を触媒する酸化還元酵素である。
硫黄 + 還元型受容体 {\displaystyle \rightleftharpoons } 硫化水素 + 受容体
この酵素の基質は硫黄と還元型受容体で、生成物は硫化水素と受容体である。
この酵素は酸化還元酵素に属する。組織名は(donor):sulfur oxidoreductaseである。